# Satellite Business Systems
Business Systems por Satélite, abreviado como SBS, foi uma empresa fundada pelas IBM, Aetna, Comsat (e mais tarde totalmente comprada pela IBM e posteriormente vendido a MCI), que forneceu as comunicações por satélite profissionais privadas por meio de sua frota SBS do FSS geosynchronous satellites, e foi a primeira empresa a fazê-lo.
A SBS foi fundada em 15 de dezembro de 1975 pelas referidas empresas, com o objetivo de oferecer uma rede de comunicações via satélite digital para empresas e outros clientes profissionais.

## História
No final de 1970, a MCI Communications criou uma empresa subsidiária chamada MCI Satellite, Inc. A ideia era que os satélites podem fornecer serviço de "longa distância" de qualquer lugar para qualquer lugar sem ter que construir milhares de quilômetros de instalações de redes terrestres. No início de 1971, a MCI e a Lockheed Missiles and Space Company criou um joint venture denominada MCI Lockheed Satellite Corp, que foi a primeira empresa a solicitar autorização da FCC como um Common Carrier Especializada em uso de comunicações por satélite. Um ano mais tarde, a MCI e a Lockheed buscou uma fonte adicional de financiamento e a Comsat Corp. entrou no empreendimento que foi renomeado para CML Satellite Corp., precisando de dinheiro, a MCI vendeu a sua participação no empreendimento a IBM Corporation em 1974 (a Lockheed também, posteriormente, vendeu sua parte a IBM). A IBM e Comsat trouxe a Aetna Insurance Company como um terceiro parceiro e rebatizou a empresa Business Systems Satélite (SBS).

## Nota Histórica
O primeiro uso do ônibus espacial pela NASA para fins comerciais foi a implantação do satélite SBS-3 em novembro de 1982 a partir da missão STS-5.

## Satélites
| Satélite | Fabricante | Data do lançamento     | Veiculo lançador | Estado  | Nota                       |
| -------- | ---------- | ---------------------- | ---------------- | ------- | -------------------------- |
| SBS-1    | Hughes     | 15 de novembro de 1980 | Delta-3914       | Inativo |                            |
| SBS-2    | Hughes     | 24 de setembro de 1981 | Delta-3910       | Inativo |                            |
| SBS-3    | Hughes     | 11 de novembro de 1982 | Columbia         | Inativo |                            |
| SBS-4    | Hughes     | 30 de agosto de 1984   | Discovery        | Inativo | Também conhecido por HGS 5 |
| SBS-5    | Hughes     | 08 de setembro de 1988 | Ariane 3         | Inativo |                            |
| SBS-6    | Hughes     | 12 de outubro de 1990  | Ariane 44L       | Inativo |                            |

## O fim da SBS
Em julho de 1984, a Comsat esquerda SBS, e exatamente um ano depois, a Satellite Business Systems foi vendida para a MCI. A MCI migrou o tráfego de áudio e dados da maioria dos clientes SBS à sua rede terrestre. Durante a venda da SBS para MCI, quatro satélites (SBS 1-4) em órbita foram então vencidos.
Em 1987, a frota SBS foi vendida. Os satélites SBS-1 e 2 foram vendidos a Comsat, o SBS-3 permaneceu com a MCI e o SBS-4 foi vendido para IBM's Satellite Transponder Leasing Corporation (STLC), juntamente com os satélites SBS-5 e 6, que eram, em seguida, ainda no chão.
Em abril de 1990, a Hughes Communications Inc. (HCI), uma subsidiária da Hughes Aircraft (que construiu os satélites) comprou a STLC da IBM. Algum tempo depois (possivelmente por volta de 1992) o SBS-3 foi vendida para a Comsat (a Comsat foi mais tarde comprada pela Lockheed Martin).
Devido à alienação da sua frota (a MCI & HCI, ironicamente, a Comsat e IBM, bem como, os ex-fundadores da SBS), a SBS já não existe como uma entidade, com o último satélite saiu da sua frota, o SBS-6, sendo de-encomendado em julho de 2007 e o última a ser de propriedade da Intelsat.